# Lasioglossum enslini
Lasioglossum enslini là một loài Hymenoptera trong họ Halictidae. Loài này được Bytinski-Salz & Ebmer mô tả khoa học năm 1974.